# Betli Island
Betli Island ist eine Insel vor der Georg-V.-Küste im Australischen Antarktis-Territorium. Sie gehört zu den Mackellar-Inseln vor dem Kap Kap Denison in der Commonwealth-Bucht und liegt westlich von Lesser Mackellar Island.
Teilnehmer der Australasiatischen Antarktisexpedition (1911–1914) unter der Leitung des australischen Polarforschers Douglas Mawson entdeckten sie. Benannt ist die Insel nach einem der Schlittenhunde der Forschungsreise. Diesen wiederum benannte der Schweizer Expeditionsteilnehmer Xavier Mertz aus nicht weiter bekannten Gründen so.